# عكابة (الأعروق)

تعديل مصدري - تعديل

عكابة 

(بضم العين وفتح الكاف) هي إحدى قرى عزلة الأعروق مديريةحيفان التابعة لمحافظة تعز، وهي من مناطق الحجرية. 

وتقع شرقي الجند تعز، ورغم أنها تقع على حافة مرتفع يطل على وادي (الرجيمة) إلا انها من الناحية الثانية أيضا تقع بين جبلين وتبتين. الجبلان هما: جبل (النقيل) وجبل (الظاحة)، التبتان: تبة (السويداء) وتبة (الجزاب).
وتقع ما بين الأغابرة والأعروق، وسكانها بعضهم ينسب إلى الأغابرة، وبعضهم إلى الأعروق، لكنها غالبا تصنف أعروق.
تجدر الإشارة إلى أن اسم قرية (عكابة) متكرر في أكثر من مكان، في (فلسطين) قرية صغيرة اسمها عكابة (بفتح العين وتشديد الكاف)، وفي اليمن في حضرموت - القطن، قرية اسمها عكابة، وعكابة تعني الوفرة.

## أسماء الأماكن في قرية عكابة
- الضاحة، وفي منتصفها دار قديم ودار جديد وسقاية.
- راس النقيل، وفيه دار وسقاية.
- سفال النقيل، وفيه دار وبجواره بئر.
- السُدَيِمات، وفيها مجموعة بيوت.
- السويداء، وفيها بيت ومستوصف طبي ومحطة بترول، وتقع في مدخل القرية من ناحية تعز.
- النجد، وفيه قليل من البيوت.
- المِعْطَانْ، وفيه مجموعة بيوت.
- دار القرينه، وفيه حوالي ثلاث بيوت.
- المنقال، وفيه داران.
- المسالق، وفيه مجموعة بيوت.
- مُخَيريَانْ، وفيها مجموعة بيوت.
- النجيد ، وفيها دار النجيد.
- الجَزَابْ، وفيه أحجار صغيرة من (الكُحل) كان أهل القرية يستفيدون منها لعيونهم (زمان) أما الٱن فربما لم يعد يعرف عنها أحد من الجيل الجديد.

و (الجزاب) مرتبط بطقوس احتفالية مميزة في العيدين؛ (عيد الفطر) و (عيدالأضحى) في الماضي استمرت إلى ثمانينات القرن العشربن تقريبا. حيث كان أهل القرية يتجمعون في موكب يشمل الكبار والصغار من أهلها ثم ينطلقون بمصاحبة إيقاعات الطبول يتخللها أصوات المفرقعات (الطماش) والرقص حتى يصلون إلى قمة تبة (الجزاب) ثم يمارسون بعض الرقص قليلا ثم يعودون إلى حيث تجمعوا في وسط القرية وقد يمارسون أيضا بعض الرقص أحيانا. ثم يعودون إلى منازلهم لتناول الغداء لكي ينتقلون إلى طقس آخر هو العادة اليمنية المعروفة ب (المقيل).
- السد، وهو عبارة عن بناء كبير مغلق لحفظ مياة الأمطار، ويقع في وسط القرية، وهو لاهل القرية جميعا ويعود بناء هذا السد إلى بداية القرن العشرين تقريبا.
- إضافة إلى بيوت متفرقة لها أسماء مختلفة.

## مرافق خدمية
في القرية مسجد قديم ومسجد جديد. كما يوجد مستوصف طبي في تبة السويداء. إضافة إلى مدرسة الطيار التي أنشئت في نهاية الستينيات من القرن الماضي وهي مدرسة للقرى المحيطة بها ومنها قرية عكابة، وقبل أن يتعاون الأهالي في إنشاء المدرسة، كان أهل القرية يتعلمون في مسجد القرية وعند كبار السن ممن تلقوا تعليما من أسلافهم. ومن المرافق الخدمية، مشروع المياه والكهرباء، وطريق اسفلتي يصل القرية والقرى المحيطة بمدينة تعز وعدن. كما انه فيها محطة بترول في تبة السويداء بجوار المستوصف الطبي. وبالطبع كان فيها دكاكين للتجارة، من دكاكين القرى التي تجد فيها كل شيء من العلاجات البسيطة مثل الاسبرين و (والإكنين) إلى الإبرة وألعاب الأطفال، وما يحتاجه الناس في حياتهم اليومية. كما أنه كان فيها طاحونا، قديما منذ الستينات، يعمل بالديزل، بالإضافة إلى المطاحن البدائية التي كانت توجد في كل البيوت تقريبا ولكنها لم تعد تستخدم. أما الٱن ففيها من الطوحين الحديثة. وتصل إليها خطوط التلفون وشبكة الإنترنت.